# Geosito Travertino della Cava Cappuccini
Il Geosito Travertino della Cava Cappuccini  è un geosito della Sicilia situato ad Alcamo, nella provincia di Trapani.

## Storia
Fin dal 2010 il Ministero dell’Ambiente, attraverso l’ISPRA (Istituto superiore per la protezione e la ricerca ambientale) aveva inserito il geosito delle ex cave Cappuccini nell’elenco ufficiale dei geositi italiani.
Con decreto del 1 dicembre 2015, l'Assessorato Regionale del Territorio e Ambiente ha istituito questo geosito, riconoscendolo come geosito di tipo Paleontologico/Stratigrafico di rilevanza Mondiale.
L'area del geosito è formata dalla parete di cava e da una stretta fascia all'inizio della stessa.
Le cave di travertino sono state recuperate alcuni anni fa, grazie al finanziamento con i fondi europei del Por-Fesr 2007/2013.
Il progetto di riqualificazione, e la prevista realizzazione di un Anfiteatro a servizio della Cittadella dei giovani nella zona Orto di Ballo, avevano messo in pericolo parte del geosito paleontologico; dopo le proteste del Comitato cittadino Difendiamo il Geosito Cave Cappuccini, il progetto originario è stato modificato nel novembre 2014, allo scopo di tutelare l'area interessata.
Tra le modifiche al progetto precedente, ci sono dei lavori tendenti a ridurre l’impatto visivo dell’anfiteatro alla distanza di sei metri dalle pareti della cava: la gradinata andrà quindi ad appoggiare sulla scarpata naturale che già esisteva a sud.

## Descrizione

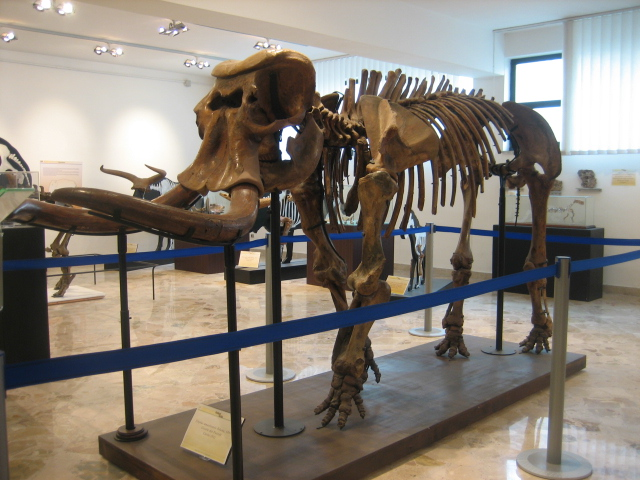
Scheletro di elefante ritrovato in Sicilia, museo Gemellaro

Le cave di travertino poste a Nord dell'abitato di alcamo sono un sito molto importante per la paleontologia sia perché il travertino risale al Pleistocene sia perché ha interessanti caratteristiche geologiche e morfogeologiche; grazie al grande numero di reperti fossili scoperti, esso dà la possibilità di ricostruire le vicende geologiche di quest'area.
Fin dai primi anni del '900 venivano raccolti e portati all'università di palermo curisosi resti /ossa fossili provenienti dalle cave di travertino alcamesi. Una scatola contenente questi reperti è conservata prersso il museo paleontolgico di Palermo e riporta con provenienza Cava di Fontana della Pietra. Migliaia invece sono le sfere calcaree raccolte negli anni dei cavatori ed utilizzate per farne curiosi "souvenirs"; solo il ritrovamento più recentemente del calco del carapace di una grossa tartaruga ha permesso di associare queste "strane" sfere calcaree a quello che in effetti sono, calchi di uova di tartaruga gigante, ritrovate spesso nello posizione naturale della deposizione, raccolte cioè a grappolo.
Alla fine del 1984, infatti,  nella cava della cooperativa "Siciltravertino" in contrada "gammara", è stata trovata l'impronta o il calco del carapace di una grande tartaruga, Geochelone sp, della lunghezza di metri 1,15,  e alcune uova: questi due reperti fossili sono conservati presso il Museo di paleontologia e geologia Gaetano Giorgio Gemmellaro di Palermo.
La tartaruga, pure presente nel Pleistocene di Malta, richiama quelle che tuttora vivono numerose ad Aldabra, un grande atollo e riserva naturale protetta, situato vicino alle Seychelles.
Il geosito di Alcamo ha portato anche al ritrovamento dello scheletro di un elefante nano, Elephas falconeri, (e anche delle sue zanne, denti,  e crani); nel 1985 il professore Giorgio Belluomini, esperto del C.N.R., utilizzando il metodo della racemizzazione degli aminoacidi sui denti del fossile, ha scoperto che questo elefante nano risale a 260.000 anni fa.
Nel travertino sono stati scoperti anche degli esemplari di ghiro gigante, cervo nobile , Cervus elaphus, e cinghiale, Sus scrofa, conservati al Museo Civico Torre di Ligny di Trapani.
Il sito ha reso possibile stabilire la datazione esatta degli Elephas in Sicilia perché in una spaccatura del travertino, con del paleosuolo  all'interno, sono stati scoperti i resti di un elefante di media grandezza, l'Elephas mnaidriensis, dapprima considerato erroneamente il progenitore dell'elefante nano.